# Князев, Иван Иванович (архитектор)
Иван Иванович Князев (1 января 1896, Борисовское Владимирского уезда Владимирской губернии — после 1959) — архитектор, музейный работник.

## Биография
Родом из крестьянской семьи. Окончил архитектурное отделение  Саратовского коммерческого училища. Получил специальность художника-архитектора в Московском училище живописи, ваяния и зодчества. С 1920 года работал архитектором, заместителем заведующего Ярославским отделением Центральных государственных реставрационных мастерских. Принимал участие в реставрации многих ярославских архитектурных памятников культуры. Известно, что в 1959 году проживал  в Ярославле.
Дата и место смерти неизвестны.

## Архитектурная деятельность
С 1922 работал в Ярославском государственном музее. Был агентом по архитектурной части, помощником заведующего отделом древнерусского искусства. Занимался сбережением и реставрацией архитектурных памятников. В конце 1920-х занял должность архитектора в проектном бюро Губстроя. В содружестве с  инженером А. В. Фёдоровым принимал участие в проектировании жилого дома № 1 в Народном переулке по заказу жилищно-строительного кооператива ярославских специалистов «Вперёд» (дом построен в стиле конструктивизма в 1928—1929 гг.). В паре с А. В. Фёдоровым  проектировал жилой посёлок для Завода СК-1 на Гражданской улице (ныне — проспект Октября), состоящий из четырёх трёхэтажных домов и клуба. 
В  1930-х годах по проекту Князева был возведён звуковой кинотеатр «Гигант» на проспекте Шмидта (ныне — пр. Ленина). По этому же проекту Князева в Рыбинске в начале 1930-х был построен кинотеатр «Центральный». Совместно с архитекторами  Г. В. Саренко, И.А. Русановым и Г. П. Гольцем спроектировал контору Государственного банка в стиле неоренессанса.